# La Vierge à l'Enfant avec les saints Joseph, Élisabeth et Jean le Baptiste
La Vierge à l'Enfant avec les saints Joseph, Élisabeth et Jean le Baptiste est un tableau réalisé par le peintre italien Andrea Mantegna vers 1485-1488. Exécutée sur toile à la détrempe, la peinture à l'huile et l'or, cette Madone représente Marie maintenant l'Enfant Jésus debout sur son genou alors que l'entourent son époux Joseph, sa cousine Élisabeth et le jeune fils de cette dernière, Jean le Baptiste. Achetée en 1987, l'œuvre est conservée au musée d'Art Kimbell, à Fort Worth, au Texas, dans le Sud des États-Unis.